# Haagse Kunstkring

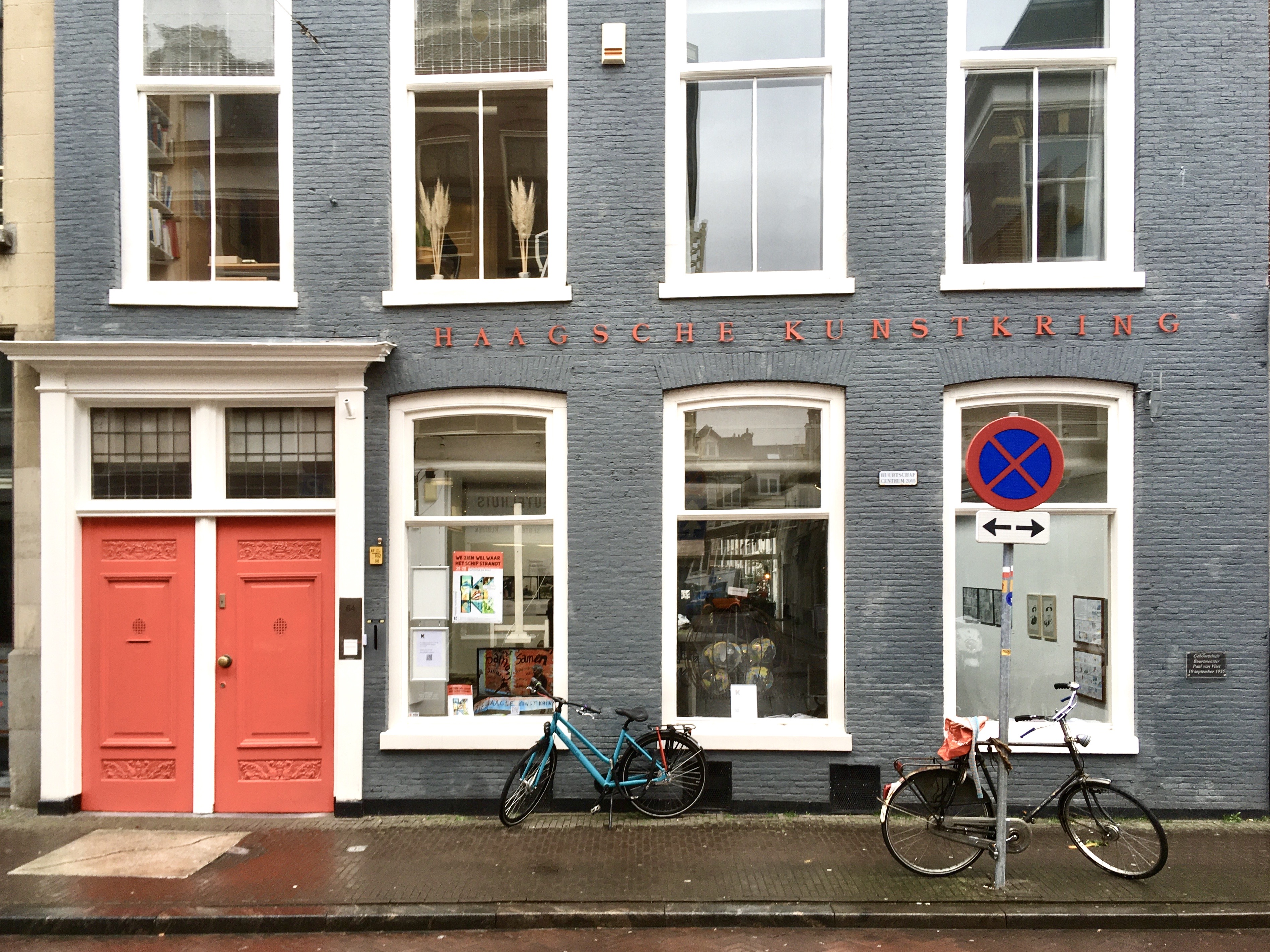
Actualul sediu al Haagse Kunstkring

Haagse Kunstkring (Cercul de artă din Haga, acronim, HKR) este o prestigioasă asociație și organizație artistică din Haga (Țările de Jos) a artiștilor și iubitorilor de artă. Membrii săi includ artiști vizuali (de toate specialitățile și orientările), arhitecți, designeri, actori, scriitori, recitaliști, fotografi, muzicieni și, desigur, iubitori și colecționari de artă.

## Istoric
Asociația a fost fondată în 1891, printre alții, de către pictorii Théophile de Bock, Jan Toorop, Johan Thorn Prikker și arhitectul Paul du Rieu. Scriitorul Marcellus Emants a devenit primul său președinte.
Kunstkring s-a stabilit inițial în cartierul Herengracht, în Haga, dar s-a mutat în 1956 la Denneweg.
În 1892 Jan Toorop a organizat, în clădirea asociației, prima expoziție de recenzie a unor lucrări ale lui Vincent van Gogh care era, de fapt, artă controversată a unui artist total necunoscut. La 10 ianuarie 1923, dadaiștii, inclusiv Kurt Schwitters și Theo van Doesburg, au ținut prima lor întâlnire a Turului Dadaismului prin Țările de Jos la sediul Kunstkring-ului.
Ca o recunoaștere a meritelor artistice deosebite ale asociației, cu ocazia împlinirii a 100 de ani de la înființarea sa, asociația a primit premiul Stadspenning Den Haag – Premiul special al municipiului Haga, în 1991.

## Galerie de imagini

Design de Jan Toorop pentru Cercul de Artă de la Haga – 1892
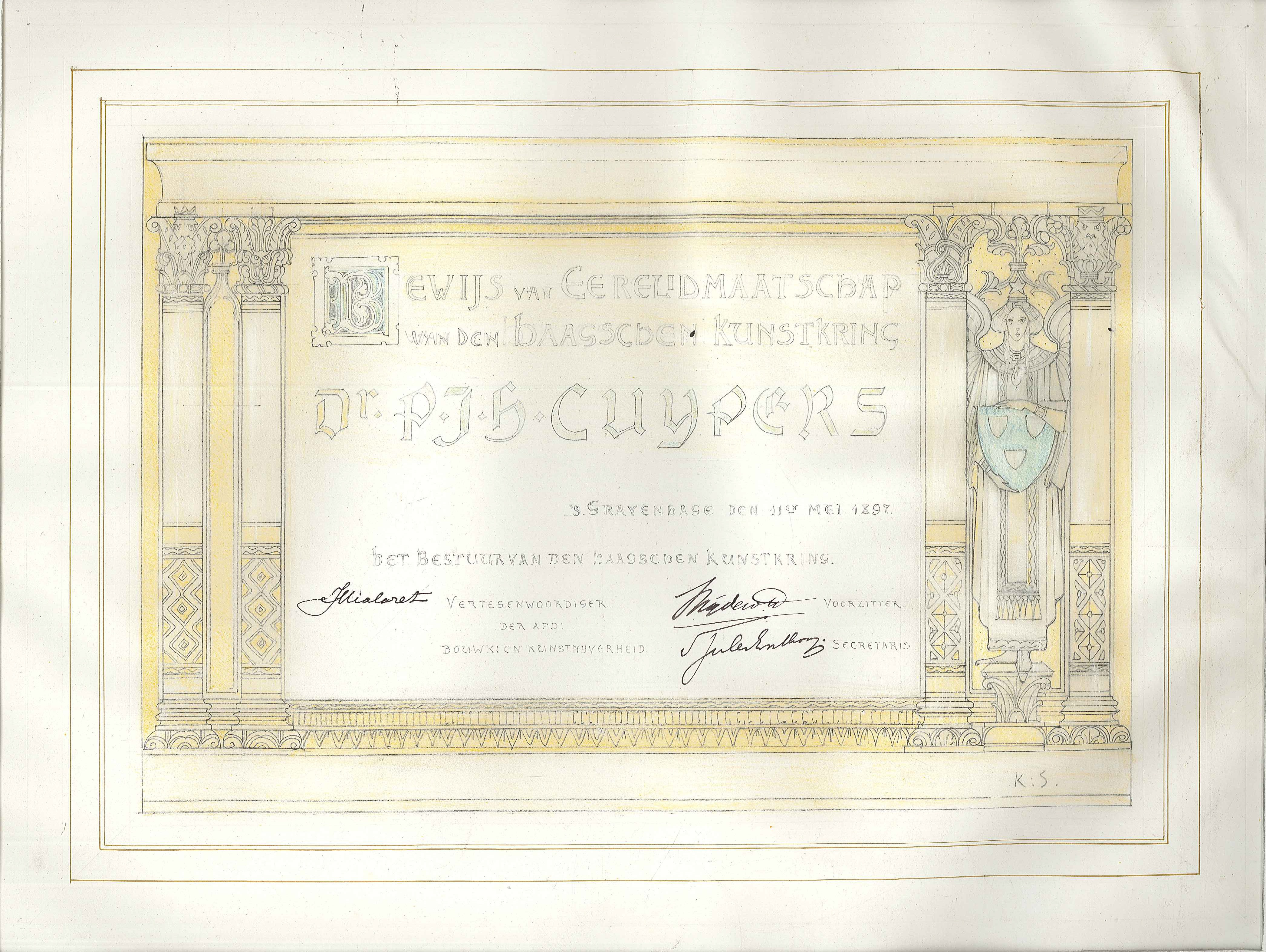
Dovada calității de membru pentru Pierre Cuypers – 1897
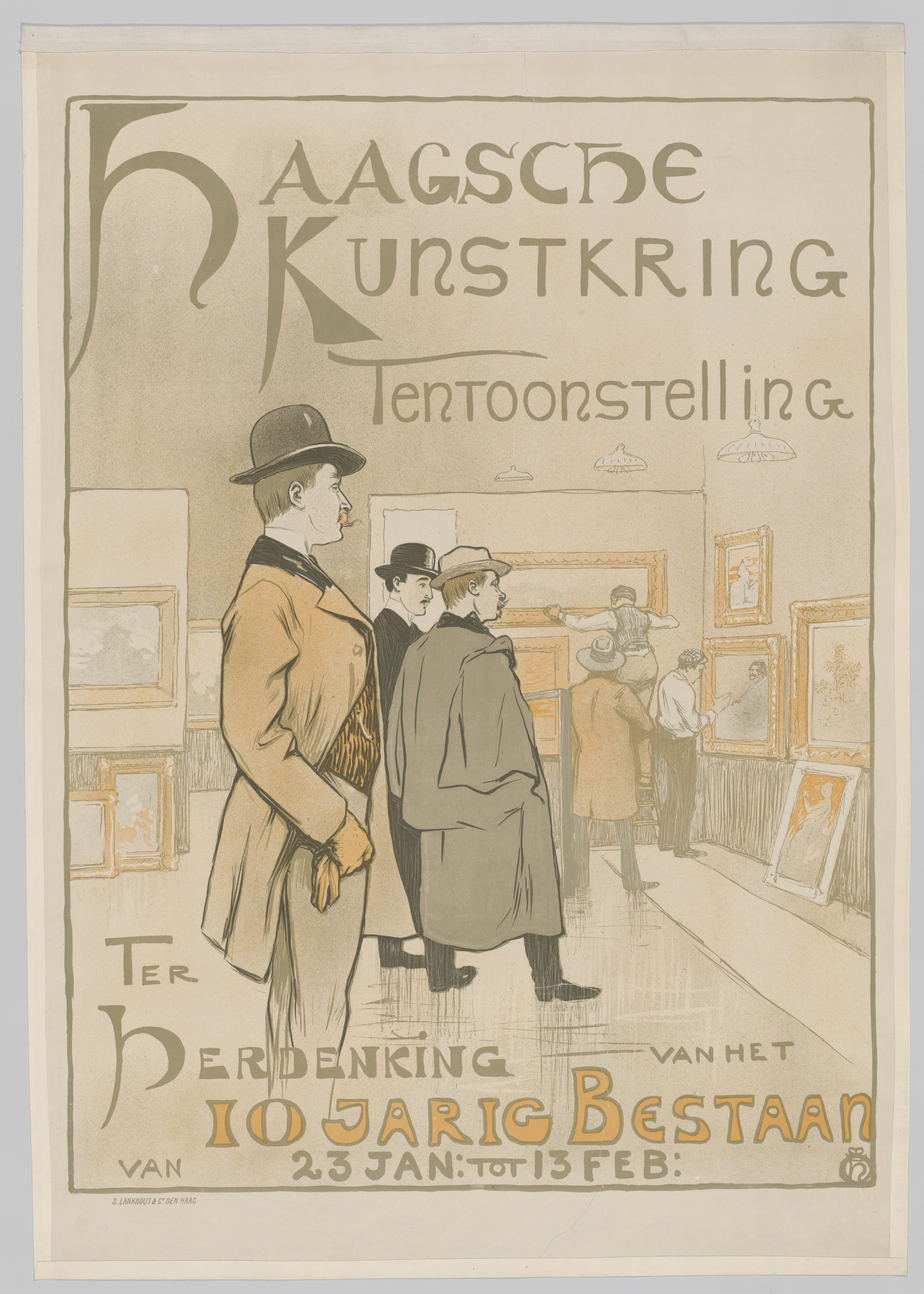
Poster al jubileului de 10 de la înființarea Haagse Kunstkring – 1901
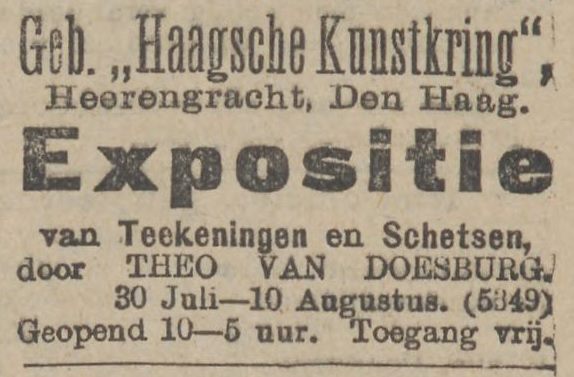
Poster - Expoziție de desene și schițe de Theo van Doesburg (prima sa personală) – 1908
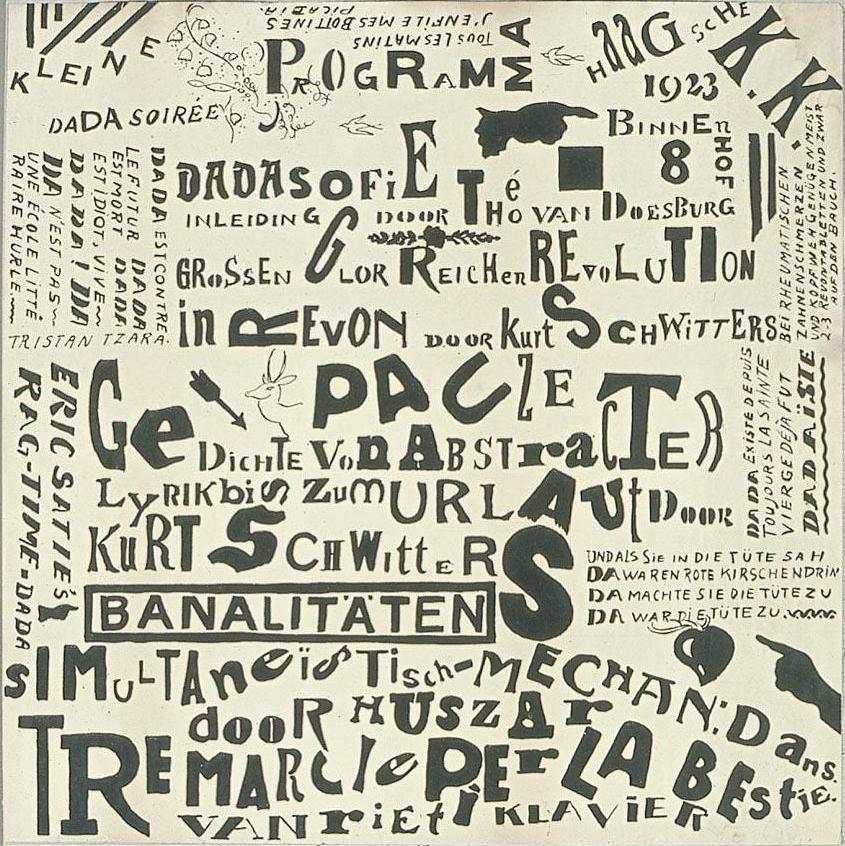
Theo van Doesburg – Affiche Kleine Dadasoirée – Poster „Mica seară Dada [la Haagsche Kunstkring]” (1922 - 1923)
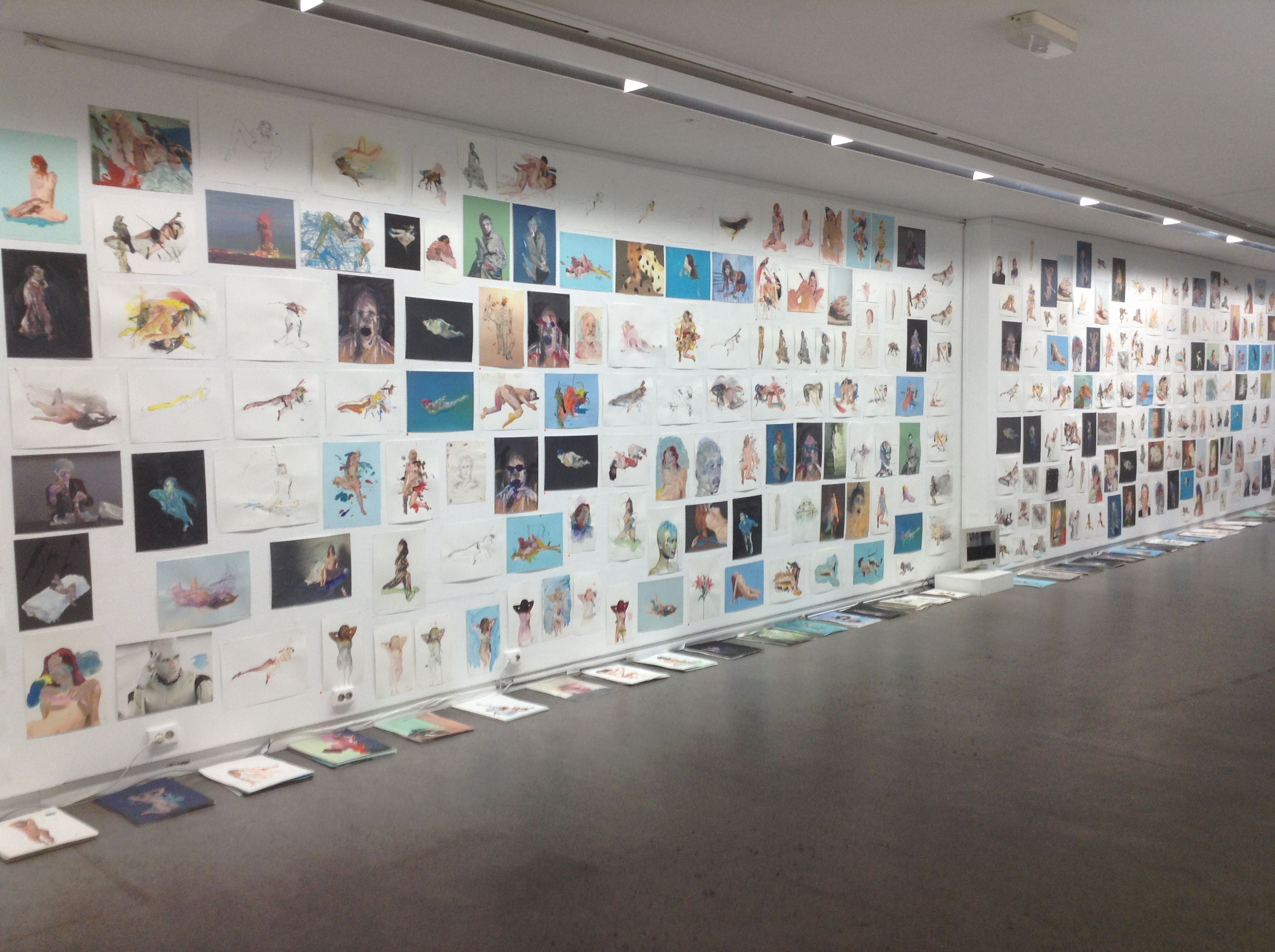
Expoziție a Cercul de artă de la Haga – 2018

## Membri marcanți ai Haagse Kunstring
- Cor Alons, designer industrial
- Ed Annink, grafician și designer industrial
- Peter van Anrooy, compozitor, dirijor
- Kees van Baaren, compozitor, educator muzical
- Karel de Bazel, arhitect, gravor, desenator, proiectant
- Hendrik Petrus Berlage, arhitect
- Pieter Biesiot, sculptor, designer de mobilier și desenator
- J.C. Bloem, poet și eseist[5]
- Esther de Boer-van Rijk, actriță
- Kees van Bohemen, pictor
- Ferdinand Bordewijk, scriitor, poet, membru de onoare al Haagse Kunstkring
- Henri Borel, scriitor și jurnalist[5]
- Louis Bouwmeester, actor de scenă și de film[5]
- Co Brandes, arhitect
- Abraham Bredius, cunoscător de artă și colecționar, membru de onoare al Haagse Kunstkring
- Cyriel Buysse, scriitor, poet[5]
- Fie Carelsen, actriță
- Simon Carmiggelt, scriitor
- Paul Citroen, pictor, desenator, fotograf, designer
- Theo Colenbrander,  pictor (ceramică și olărit), designer
- Ko Cossaar, pictor, membru de onoare al Haagse Kunstkring
- Pierre Cuypers, arhitect
- Miep Diekmann, scriitor, jurnalist, membru de onoare al Haagse Kunstkring
- Theo van Doesburg, pictor
- Sem Dresden (scriitor), savant literar, romancier și eseist
- Pieter Droogleever Fortuyn, politician
- Simone Dubois, scriitoare, traducătoare
- Pierre H. Dubois, scriitor
- Jan Duiker, arhitect
- Clara Eggink, poetă, prozatoare și traducătoare
- Margaretha Ferguson, scriitoare, jurnalistă și traducătoare
- Gerard Fieret, fotograf
- Dimitri Frenkel Frank, actor de scenă, critic, regizor de film și scriitor
- Lotti van der Gaag, sculptor, pictor
- Sacha van Geest, designer, muzician
- Jaap Geraedts, flautist, compozitor
- Hella Haasse, scriitoare, poetă
- Jan van Heel, pictor
- Theo van Hoytema, desenator, litograf și grafician
- Vilmos Huszár, pictor, designer
- Jozef Israëls, pictor, membru de onoare al Haagse Kunstkring
- Otto Ketting, compozitor, dirijor, membru de onoare al Haagse Kunstkring
- Herman van der Kloot Meijburg, arhitect[5], președinte al HKR (1932 - 1938)
- Christien Kok, scriitor
- Hans Kolfschoten, primarul orașului Den Haag
- Willem van Konijnenburg, pictor, cartoonist, grafician[5]
- Max Koot, fotograf
- Alexander Kropholler, arhitect
- Daniël de Lange, muzician, membru de onoare al Haagse Kunstkring
- Ignace Lilien, compozitor
- Cor van der Lugt Melsert, actor și regizor de scenă[5]
- Luc Lutz, actor
- Johann Gottfried Hendrik Mann, compozitor, pianist, dirijor
- Jacob Maris, pictor, membru de onoare al Haagse Kunstkring
- Johan Hendrik van Mastenbroek, pictor
- Han van Meegeren, pictor și falsificator
- Fokko Mees, grafician, desenator, ilustrator
- Pieter Cornelis de Moor, pictor, muralist, ilustrator, acuarelist, desenator, gravor
- Martinus Nijhoff, poet, dramaturg, traducător și eseist[5]
- Willem Noske, violonist, istoric al muzicii
- Theo Olof, violonist, autor
- Bas van Pelt, designer de interior și designer de mobilă
- Suze Robertson, pictoriță și desenatoare
- Auguste Rodin, sculptor[5]
- Richard Roland Holst, pictor, desenator, litograf, designer de litere[4]
- Annie Salomons, scriitoare, poetă și traducătoare[5]
- Henriette van der Schalk, poetă și socialistă[4]
- Sjoerd Schamhart, arhitect
- Johan D. Scherft, gravor, pictor, tipograf de gravuri și proprietar de galerie de artă
- Thérèse Schwartze, pictoriță
- Martin Sjardijn, pictor, scriitor
- Willy Sluiter, pictor, desenator și grafician
- Noto Soeroto, jurnalist, scriitor, activist cultural, dansator și poet[5]
- Arnold Spoel, cântăreț de operă, pedagog muzical, compozitor și dirijor
- Louis Stotijn, dirijor, fagotist
- Victor de Stuers, iubitor și cunoscător de artă, membru de onoare al Haagse Kunstkring'
- Jaap Vegter, caricaturist, cartoonist, scriitor
- Jan Hendrik Verstegen, pictor, președinte al HKR (1990 - 1991)
- Paul van Vliet, cabaretist, scriitor
- Albert Vogel sr., artist de performanță, președinte al HKR (1926 - 1932)
- Ellen Vogel, actriță
- Rein Edzard de Vries, actor
- Johan Wagenaar, compozitor
- Ellen Warmond, poetă
- Henk Wegerif, arhitect, președinte al HKR (1938 - 1942)
- Jan Wils, arhitect, președinte al HKR (1919 - 1922)
- Hendrik Wouda, arhitect și designer de mobilier
- Piet Zwart, tipograf